# Mammon

De aanbidding van Mammon, Evelyn De Morgan

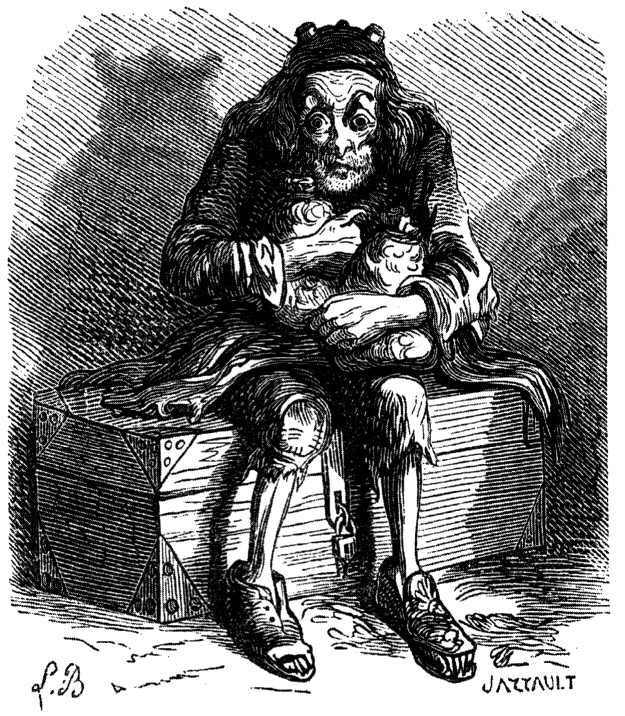
Mammon

Mammon is een christelijk symbool voor "het beheerst worden door geld".
De Mammon is een afgod, bekend uit de Bijbel. Het woord mammon is Syrisch voor geld of rijkdom, waarbij vaak gold dat die rijkdom als een god vereerd werd.
Het woord mammon komt vier keer in de Bijbel voor. In de Willibrordvertaling is het vertaald als geldduivel.
Evangelie volgens Matteüs 6:24: "Niemand kan twee heren dienen: hij zal de eerste haten en de tweede liefhebben, of hij zal juist toegewijd zijn aan de ene en de andere verachten. Jullie kunnen niet God dienen én de mammon." (NBV)
Naast de genoemde tekst staat het woord nog in Lucas 16: 9, 11 en 13.
De uitdrukking "de mammon dienen" betekent in de Nederlandse taal: "geldzuchtig zijn".